# Stay Gold (中西圭三のアルバム)
『Stay Gold』（ステイ・ゴールド）は、1998年2月25日にパイオニアLDCから発売された中西圭三の7枚目のスタジオ・アルバム。

## 解説
1年1ヶ月ぶりの新作。
1994年の4thアルバム『Starting Over』以来、4年ぶりに朋友・小西貴雄がアルバム作りに参加した。
本作はJ stackとの共作曲が6曲を占めている。
タイアップ曲が5曲収録されている。
2曲目に収録された「迷宮の楽園」は同年7月29日に、新しいミキシングにてリカットされた。

## 収録曲
作曲：中西圭三 with J stack／編曲：小西貴雄（特記以外）
1. GOOD TIME! BAD TIME?（4分33秒）
  - 作詞：森雪之丞
2. 迷宮の楽園（4分59秒）
  - 作詞：森雪之丞
  - 「八景島シーパラダイス」CMソング
3. 願い（4分18秒）
  - 作詞：村野耕治・及川眠子
  - TBSテレビ系「スーパーサッカー」エンディング・テーマ
4. 夢の名前（4分30秒）
  - 作詞：村野耕治　作曲：中西圭三・小西貴雄
  - 読売テレビ・日本テレビ系「ザ・ワイド」エンディング・テーマ
  - 「アステル九州」CMソング
5. WITH（Featuring ゴスペラーズ）（5分15秒）
  - 作詞：朝水彼方
6. Love Me Or Let Me Go（Duet with Brenda Rusell）（5分05秒）
  - 作詞：Morry Stearns　作曲：中西圭三・Morry Stearns
  - 編曲：西山勝・Brad Cole
7. サヨナラは言えない（4分20秒）
  - 作詞：森雪之丞　作曲：中西圭三　編曲：生熊朗
8. 月が輝く様に（4分48秒）
  - 作詞：森雪之丞　作曲：中西圭三・Morry Stearns
  - 編曲：西山勝・Brad Cole
9. 微笑みをいつまでも（3分08秒）
  - 作詞：小霜和隆
10. 愛はいま（4分57秒）
  - 作詞：小霜和隆　作曲：中西圭三
  - 日産自動車「新型ステージア」CMソング
11. SOMEWHERE IN TIME（5分00秒）
  - 作詞：朝水彼方
  - テレビ朝日系ドラマ「杜の都 恋物語」主題歌
  - 「SENDAI光のページェント」イメージ・ソング
12. KNTK （Instrumental）（0分50秒）
  - 作曲：小西貴雄
  - KNTKとは、中西圭三・小西貴雄のイニシャルを繋げたもの。
13. ともだち（Duet with 中村雅人）（4分33秒）
  - 作詞：中村雅人　作曲：中西圭三・中村雅人・Morry Stearns
  - 編曲：生熊朗